# Friedrich Sachse von Rothenberg
Friedrich Sachse von Rothenberg (3. srpna 1851 Praha – 30. července 1917 Vídeň) byl rakousko-uherský generál. V c. k. armádě sloužil jako absolvent vojenské akademie od roku 1870 a vystřídal působení u různých jednotek po celé monarchii. Uplatnil se především jako instruktor jezdectva a byl dlouholetým velitelem C.k. vojenského jezdeckého institutu (1896–1910). Na začátku první světové války dosáhl hodnosti generála jezdectva (1914), v té době ale zastával již jen čestné funkce u císařských gard ve Vídni.

## Životopis
Pocházel z rodiny s tradicí ve vojenských a státních službách povýšené v roce 1772 do šlechtického stavu. Narodil se v Praze jako syn c. k. generálmajora a vojenského spisovatele Franze Sachse (1788–1874). V letech 1866–1870 studoval na Tereziánské vojenské akademii ve Vídeňském Novém Městě a do armády vstoupil v roce 1870 v hodnosti poručíka. Začínal u 3. hulánského pluku ve Vysokém Mýtě a Pezinku, později sloužil v Prešpurku a Stockerau. V roce 1875 byl povýšen na nadporučíka a krátce poté se začal uplatňovat jako instruktor jezdectva na různých vojenských školách, souběžně byl ale nadále příslušný k jednotkám jezdectva, současně byl přidělen ke generálnímu štábu. V roce 1882 byl povýšen na kapitána a později několik let sloužil u 14. pluku dragounů ve Vídni. Další služební léta strávil ve východní Haliči a v roce 1892 dosáhl hodnosti majora. Krátce přešel k jednotkám c. k. zeměbrany a v letech 1895–1896 byl velitelem 4. hulánského zeměbraneckého pluku v Prostějově, mezitím byl v roce 1895 povýšen na podplukovníka.
V letech 1896–1910 byl velitelem C.k. vojenského jezdeckého institutu (Militär-Reitlehrer-Institut) ve Vídni. Tento ústav měl v té době značné renomé a studenti sem byli vysíláni i ze zahraničí. Sachse mezitím postupoval v hodnostech (plukovník 1897, generálmajor 1904, polní podmaršál 1908). V roce 1910 byl jmenován do čestné hodnosti nadporučíka jedné z císařských gard (Gardeoberleutnant der Arcièren-Leibgarde). K datu 31. října byl povýšen do hodnosti titulárního generála jezdectva a ve funkci důstojníka císařské gardy setrval až do svého úmrtí.
Zemřel 30. července 1917 ve Vídni a byl pohřben na vídeňském Centrálním hřbitově.

## Řády a vyznamenání
Během své vojenské kariéry získal řadu ocenění, vzhledem k přesahu aktivit C. k. vojenského jezdeckého institutu obdržel vyznamenání i v zahraničí.

### Rakousko-Uhersko
- Vojenský záslužný kříž III. třídy (1893)
- Služební odznak pro důstojníky III. třídy (1895)
- Jubilejní pamětní medaile (1898)
- Řád železné koruny III. třídy (1898)
- Vojenský jubilejní kříž (1908)
- rytířský kříž Leopoldova řádu (1909)
- Služební odznak pro důstojníky II. třídy (1910)

### Zahraničí
- Řád pruské koruny II. třídy (1897, Německo)
- Záslužný řád bavorské koruny (1898, Bavorsko)
- Řád sv. Stanislava II. třídy (1898, Rusko)
- komandér Řádu Bertholda I. (1899, Bádensko)
- komandér Řádu sv. Mořice a Lazara (1903, Itálie)
- Řád posvátného pokladu III. třídy (1903, Japonsko)
- Řád červené orlice II. třídy (1904, Německo)
- Řád svaté Anny II. třídy (1904, Rusko)
- velkokříž Řádu rumunské koruny (1906, Rumunsko)
- komandér Řádu meče (1906, Švédsko)